# طلال بهزاد
طلال عبد الله بهزاد (مواليد 6 سبتمبر 1999) لاعب كرة قدم قطري يجيد اللعب في الدفاع مع النادي الأهلي في دوري نجوم قطر .

## مسيرة اللاعب
لعب في نادي السد والنادي الأهلي.